# Castelo Tschanüff

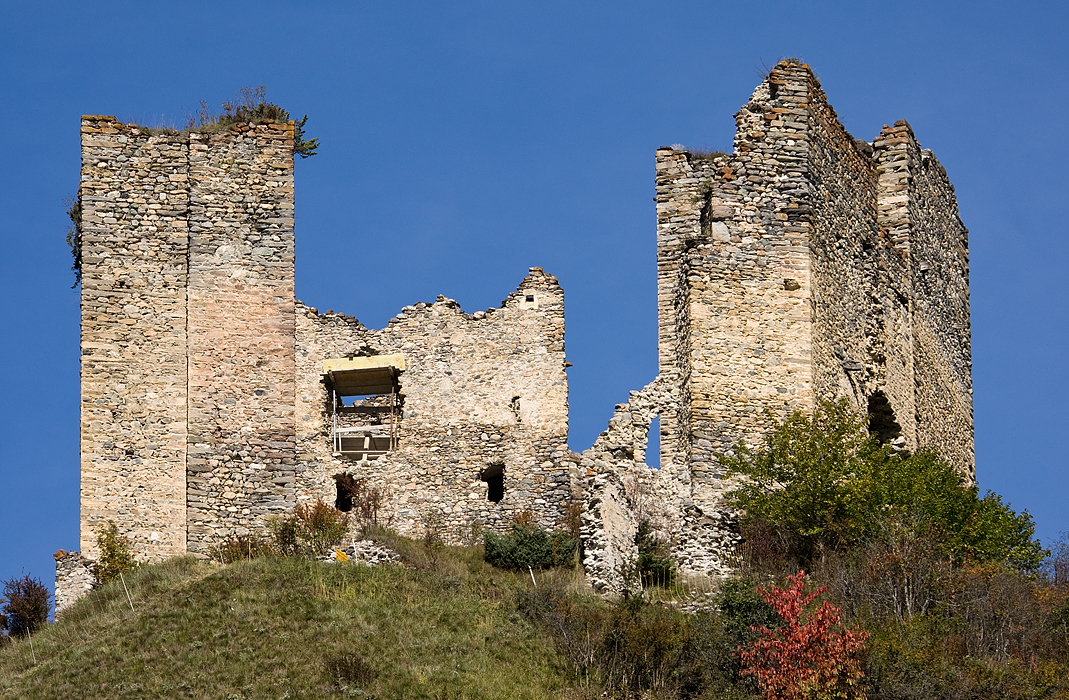
Castelo Tschanüff

O Castelo Tschanüff é um castelo em ruínas, localizado na comuna de Ramosch do cantão de Grisões, na Suíça. É considerado um patrimônio cultural suíço.